# Стрелица (Кубенское сельское поселение)
Стрелица — деревня в Харовском районе Вологодской области при впадении Пундуги в Сить.
Входит в состав Кубенского сельского поселения, с точки зрения административно-территориального деления — в Кубинский сельсовет.
Расстояние до районного центра Харовска по автодороге — 25 км, до центра муниципального образования Сорожина по прямой — 5 км. Ближайшие населённые пункты — Большая, Афониха, Козлиха.
По переписи 2002 года население — 9 человек.